# Pero ligera
Pero ligera là một loài bướm đêm trong họ Geometridae.